# José Otilio Umaña
José Otilio Umaña Chaverri (1948) es un lingüista, catedrático y escritor costarricense. Su obra literaria se centra en la exploración de la vida de las poblaciones LGBT en el país.

## Trayectoria
Antes de iniciar su carrera como escritor, trabajó como catedrático universitario especializado en estudios literarios y lenguas extranjeras. Umaña dejó la enseñanza en 1998.
En 2008 publicó el libro Bailando en solitario, una colección de 20 cuentos centrados en el homoerotismo. De entre ellos destacan relatos como el que da el título a la colección y «Hora cero», que hablan sobre temas como la salida del armario y el orgullo LGBT.
Su siguiente obra fue la colección de cuentos Cosas de hombres (2009), de temática similar a su obra anterior. En 2011 publicó además la novela En la piel de la mentira, también centrada en la homosexualidad.
A pesar de que sus obras han explorado distintas facetas sobre la homosexualidad en Costa Rica, ha recibido menos atención en estudios académicos de la temática en comparación con autores como José Ricardo Chaves y Uriel Quesada.

## Obras
- Bailando en solitario (2008), cuentos
- Cosas de hombres (2009), cuentos
- En la piel de la mentira (2011), novela